# سالپ
سالْپ یکی از جانوران دریایی است.
سالپ یک آب‌دزدک دریایی لوله‌شکل و شناور است که با انقباض تن خود و پمپ کردن آب از میان بدن ژلاتینی‌اش در آب حرکت می‌کند.
غذای سالپ، فیتوپلانکتون است.
زیستگاه سالپ‌ها دریاهای گرمسیری استوا است و اصل تجمع آن‌ها در اقیانوس جنوبی است.
در سدهٔ گذشته با کاهش جمعیت کریل‌ها در اقیانوس جنوبی، تعداد سالپ‌ها رو به افزایش نهاده است.
سالپ" ارگانیزم آبزی ۱۳ سانتیمتری و خمره ای شکل است که کمی به عروس دریایی شباهت دارد
این جانداران دریایی می‌توانند ذرات غذایی ریز و درشت را به همراه هم از آب جدا سازند، ذراتی از چند میکرومتر تا چند میلیمتر که می‌توان تفاوت این ابعاد را به تفاوت ابعاد یک موش با یک اسب تشبیه کرد.
"سالپ"‌ها به شکل یک تک حباب یا خوشه ای از هزاران ساختار حبابی، طول عمری برابر چند هفته تا چند ماه دارند و در قالب پالسهای ریتم داری شنا کرده و غذا می‌خورند که هر یک از این حرکات نبض مانند، آب دریا را از میان بدن جاندار عبور می‌دهد.
سپس شبکه ای مخاطی در ابعاد یک نانومتر ذرات غذایی را که اغلب پلانکتونها هستند به خود جذب کرده و هضم می‌کند. عملکرد این شبکه مخاطی دقیقاً مانند کیسه درون جاروهای برقی است و از این رو به این جانداران جاروبرقی‌های دریایی می‌گویند.
تا به حال محققان بر این باور بودند حفره‌های ۱٫۵ میکرونی بر روی این شبکه به این معنی است که تنها ذرات بزرگتر از ابعاد حفره‌ها توسط جاندار جذب می‌شوند و ذرات ریزتر از میان حفره‌ها رد شده و دوباره به آب بازمی‌گردند اما یک مدل ریاضی نشان داد «سالپ» ها به گونه ای می‌توانند ذرات غذایی ریزتر، هم اندازه و بزرگتر از حفره‌های موجود بر روی شبکه مخاطی را ببلعند.

این یافته می‌تواند راز بقای "سالپ"‌ها در اقیانوسهای باز، جایی که منابع ذرات غذایی بزرگتر بسیار محدود است را افشا کند. از سویی دیگر اهمیت این جانداران در چرخه کربنی به واسطه این مطالعات آشکار می‌شود زیرا به گفته دانشمندان مواد زائدی که از این جاندار در آبهای دریا دفع می‌شود می‌تواند در زدودن دی‌اکسید کربن در لایه‌های بالاتر اقیانوس‌ها و اتمسفر مؤثر واقع شود. 

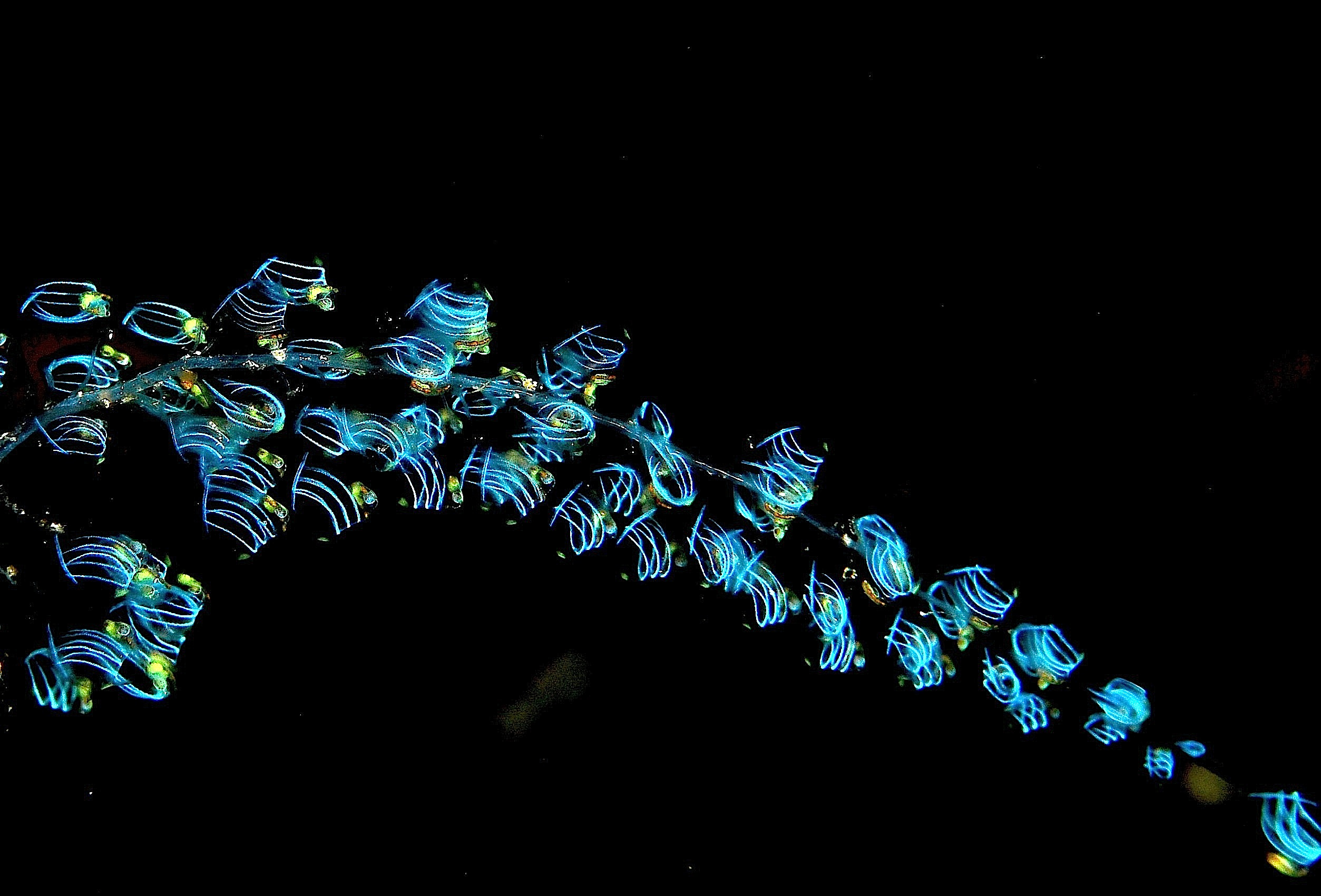
زنجیره‌ای از سالپ‌ها

## طبقه‌بندی
- سرده Brooksia
  - Brooksia berneri van Soest, 1975
  - Brooksia rostrata (Traustedt, 1893)
- سرده Cyclosalpa
  - Cyclosalpa affinis (Chamisso, 1819)
  - Cyclosalpa bakeri Ritter, 1905
  - Cyclosalpa floridana (Apstein, 1894)
  - Cyclosalpa foxtoni van Soest, 1974
  - Cyclosalpa ihlei van Soest, 1974
  - Cyclosalpa pinnata (Forskål, 1775)
  - Cyclosalpa polae Sigl, 1912
  - Cyclosalpa quadriluminis Berner, 1955
  - Cyclosalpa sewelli Metcalf, 1927
  - Cyclosalpa strongylenteron Berner, 1955
- سرده Helicosalpa
  - Helicosalpa komaii (Ihle & Ihle-Landenberg, 1936)
  - Helicosalpa virgula (Vogt, 1854)
  - Helicosalpa younti Kashkina, 1973
- سرده Iasis
  - Iasis zonaria
- سرده Ihlea Metcalf, 1919
  - Ihlea magalhanica (Apstein, 1894)
  - Ihlea punctata (Forskål, 1775)
  - Ihlea racovitzai (Van Beneden & Selys Longchamp, 1913)
- سرده Metcalfina
  - Metcalfina hexagona (Quoy & Gaimard, 1824)
- سرده Pegea Savigny, 1816
  - Pegea confederata (Forsskål, 1775)
  - Pegea scuticera-confoederata Cuvier-Forskal
  - Pegea scutigera-confoederata Cuvier-Forskal
- سرده Ritteriella
  - Ritteriella amboinensis (Apstein, 1904)
  - Ritteriella picteti (Apstein, 1904)
  - Ritteriella retracta (Ritter, 1906)
- سرده Salpa Forskål, 1775
  - Salpa aspera Chamisso, 1819
  - Salpa cylindrica
  - Salpa fusiformis Cuvier, 1804
  - Salpa gerlachei Foxton, 1961
  - Salpa maxima Forskål, 1775
  - Salpa thompsoni Foxton, 1961
  - Salpa tilsicostata
  - Salpa tuberculata Metcalf, 1918
  - Salpa younti van Soest, 1973
- سرده Soestia
  - Soestia cylindrica (Cuvier, 1804)
  - Soestia zonaria (Pallas, 1774)
- سرده Thalia
  - Thalia cicar van Soest, 1973
  - Thalia democratica (Forskål, 1775)
  - Thalia longicauda (Quoy & Gaimard, 1824)
  - Thalia orientalis Tokioka, 1937
  - Thalia rhinoceros van Soest, 1975
  - Thalia rhomboides (Quoy & Gaimard, 1824)
  - Thalia sibogae van Soest, 1973
- سرده Thetys Tilesius, 1802
  - Thetys costata
  - Thetys tilesii
  - Thetys vagina Tilesius, 1802
- سرده Traustedtia
  - Traustedtia multitentaculata (Quoy & Gaimard, 1834)